# Slance
Slance – wieś w Słowenii, w gminie miejskiej Celje. W 2018 roku liczyła 77 mieszkańców. 